# Alternativité
En mathématiques, plus particulièrement en algèbre générale, la propriété d'alternativité peut concerner les lois de composition internes, spécialement la multiplication de certaines algèbres. C'est une propriété moins forte que l'associativité et, pour les algèbres, plus forte que l'associativité des puissances.

## Définition
Un magma M est dit alternatif à gauche si (xx)y = x(xy) pour tous x et y dans M et alternatif à droite si y(xx) = (yx)x pour tous x et y dans M.
Il est dit alternatif s'il est à la fois alternatif à gauche et alternatif à droite.

## Propriétés
Tout demi-groupe (c'est-à-dire tout magma associatif) est clairement alternatif. La réciproque est fausse : l'algèbre des octonions est alternative mais non associative.
Plus généralement, pour qu'un magma M soit alternatif, il suffit que tout sous-magma de M engendré par deux éléments soit associatif.
Pour un magma quelconque, cette condition suffisante n'est pas nécessaire (un magma alternatif peut même ne pas être à puissances associatives).[réf. souhaitée]
Pour une algèbre, cette condition suffisante est aussi nécessaire, d'après un théorème d'Artin. Un corollaire est que toute algèbre alternative est à puissances associatives, mais la réciproque est fausse : les sédénions forment une algèbre à puissances associatives, bien que non alternative.
Toute algèbre alternative est flexible, c'est-à-dire que l'identité (xy)x = x(yx) est satisfaite. Des arguments élémentaires sur l'associateur permettent de prouver directement ce cas particulier du théorème d'Artin et même, de démontrer que si dans une algèbre A deux des trois conditions suivantes sont satisfaites, alors la troisième aussi :
- A est alternative à gauche ;
- A est alternative à droite ;
- A est flexible.

Dans toute algèbre alternative, les identités de Moufang sont satisfaites :
1. (zxz)y = z(x(zy))
2. y(zxz) = ((yz)x)z
3. (zy)(xz) = z(yx)z

(puisque l'algèbre est flexible, les sous-expressions non parenthésées ci-dessus de la forme aba ne sont pas ambiguës).